# Pyun Hye-young
 (janvier 2021).
Si vous disposez d'ouvrages ou d'articles de référence ou si vous connaissez des sites web de qualité traitant du thème abordé ici, merci de compléter l'article en donnant les références utiles à sa vérifiabilité et en les liant à la section « Notes et références ».
Pyun Hye-young (en coréen : 편혜영) est une auteure sud-coréenne née à Séoul en 1972. 

## Biographie
Née en 1972 à Séoul, Pyun Hye-young a commencé sa carrière d’écrivain en 2000, en remportant le prix de Sinchunmunye décerné par le quotidien Seoul Sinmun pour sa nouvelle Essuyer la rosée. Elle a étudié l’écriture créative à l’université de Séoul Yedae et a obtenu une maîtrise en littérature coréenne à l’université d'Hanyang. Elle a publié deux recueils de nouvelles Aoï Garden en 2005 et Vers la basse-cour en 2007. Ce dernier a obtenu le prix du Hankook Ilbo. Elle a aussi reçu le prix Lee Hyo-sok en 2007.

## Monde littéraire
Qui lira Pyun Hye-young, ses nouvelles traduites ou son premier roman paru en France, découvrira un univers littéraire plutôt sombre où les héros n’ont pas même eu le temps de se fatiguer, tant ils sont dans l’incapacité de surmonter les épreuves qui leur sont infligées. Point de héros vainqueur, mais à l’autre bout, point de victime consentante. Et rares sont les jours enchanteurs. Si son premier roman Aoï Garden a été inspiré par l’épidémie de SRAS qui sévissait alors en Asie et particulièrement à Hong Kong où l’auteur résidait alors, c’est le tremblement de terre au Japon qui aura inspiré Cendres et rouge.

Dans les fictions de Pyun Hye-young, les personnages errent, pris qu’ils sont dans les rets de leurs propres contradictions ou dans leurs buts inavoués. Cette apparente incapacité à suivre le cours de la vie est due à l’impuissance que l’homme affiche envers une société qui le dépasse, de moins en moins faite pour lui, source d’un clivage mortifère. La ville, cadre habituel des fictions de Pyun Hye-young est toujours menacée ou dévastée de cataclysmes divers, épidémies, tremblements de terre, etc., et les êtres qui s’y cherchent et s’y perdent finiront par vivre de tristes vies uniformes. 

Le monde littéraire coréen apprécie l’imagination débridée et insolente de Pyun Hye-young, et l’originalité de son écriture. Fantasmagories glauques ou réalistes, ses écrits parodient un monde imaginaire grotesque, et tentent de modifier notre perception en bouleversant nos sensations et en nous transportant dans un autre univers. 

Ainsi, alors que nous pensons être confrontés à des êtres faibles, démunis, qui dévoilent une large gamme d’actions contestables, nous sommes contraints de revoir notre appréciation : même plongés dans le chaos, les êtres humains sont doués pour survivre.

## Œuvres

### Traductions françaises
- Cendres et Rouge (éditions Philippe Picquier, 2012)
- Dans l’antre d’Aoï Garden (Decrescenzo éditeurs, 2015)
- La Forêt de l'Ouest (Decrescenzo éditeurs, 2017)
- Le Jardin (éditions Philippe Picquier, 2019)
- La Loi des lignes (éditions Philippe Picquier, 2021)
- La nuit du hibou (éditions Payot et Rivages, 2022)

## Distinctions
- 2011 : prix Dong-in pour 저녁의 구애, Jeonyeogui guae, Evening Courtship[1]
- 2014 : prix Yi Sang pour 몬순, Monsun[2]